# 聖安娜島 (塞舌爾)

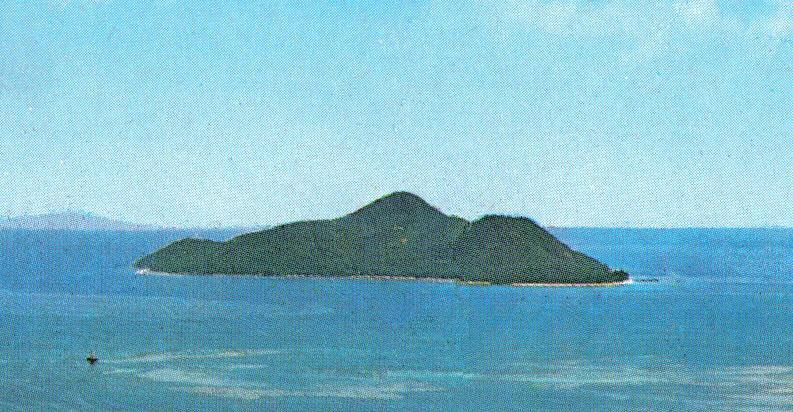

聖安娜島是塞舌爾的島嶼，位於印度洋海域，距離馬埃島4公里，長2.1公里、寬1.7公里，面積2.19平方公里，最高點海拔高度246米，該島在1742年被法國探險家發現，現時被劃入國家公園範圍。

## 外部連結
- Sainte Anne - Seychelles （页面存档备份，存于）

4°36′S 55°30′E / 4.600°S 55.500°E